# Bernhard Cohn (Mediziner, 1841)
Bernhard Cohn, auch Bernhard Dov Cohn, zuvor Rachmiel (geboren am 15. Oktober 1841 in Janowitz; gestorben am 18. September 1901 in Charlottenburg), war ein deutscher Mediziner und Zionist.

## Leben
Cohn studierte an der Universität Breslau und an der Universität Berlin. Er war später praktischer Arzt und ab 1880 Vorsteher der Steglitzer Kehillah in der Synagoge Steglitz, Düppelstraße, und Mitbegründer der ersten zionistischen Ortsgruppe Berlins. Als Ergebnis einer wahrscheinlichen  antisemitischen Verleumdungskampagne gegen sich, die den Anstoß zur Aufgabe seiner Arztpraxis gegeben hatte, veröffentlichte er 1896 die Mahnschrift Vor dem Sturm. Die gesamte Familie zählte zumindest seit dieser Kampagne zu den Anhängern Theodor Herzls. 
Aus der Ehe mit seiner aus Zossen stammenden Frau Caecilie, geborene Sabersky (1854–1935), gingen insgesamt sieben Kinder hervor, darunter der Rabbiner und Autor Emil Bernhard Cohn und die Architektin Lotte Cohn.
Nach seinem Tod hielt ihm Ende Dezember 1901 Herzl persönlich auf dem 5. Zionistenkongress in Basel einen Nachruf.

## Schriften (Auswahl)
- De cellularum sanguinearum structura atque functione. Robert Lucas, Breslau 1850. [als Bernhardus Cohn; zugl. med. Diss., Universität Breslau]; (online)
- De embolia eiusque sequelis experimenta nonnulla. Robert Lucas, Breslau 1856. [als Bernhardus Cohn; zugl. med. Diss., der Universität Breslau]
- Historische Beiträge zur Fieberlehre. J. Sittenfeld, Berlin, 2. August 1867. [zugl. med. Diss., der Universität Berlin]
- Ueber die anämisirende Behandlung der Erkrankungen an den Extremitäten. In: Berliner Klinische Wochenschrift, Nr. 14, Hirschwald, Berlin, 1877, S. 647 ff. (eingeschränkte Vorschau in der Google-Buchsuche)
- Vor dem Sturm. Ernste Mahnworte an die deutschen Juden. Wesemann, Berlin 1896. (online in der Bibliothek Europeana)
- Jüdisch-politische Zeitfragen. L. Simion, Berlin 1899.